# 480. п. н. е.

## Догађаји
- 11 августа Термопилска битка
- 11. август — Персијанци су победили удружену грчку флоту у тродневној поморској бици код рта Артемизиј.
- 28. септембра Битка код Саламине

## Смрти
- Леонида I - краљ Спарте